# Jacob François Saile Vanier
Jacob François Saile Vanier (april 1818 – 30 maart 1891) was een Surinaams ambtenaar en politicus.
Hij werd in mei 1876 een door de gouverneur benoemd lid van de Koloniale Staten. Hij zou elf keer, steeds voor een jaar, herbenoemd worden. In 1888 verzocht hij, intussen 70 jaar oud, de gouverneur hem niet opnieuw te benoemen.
Saile Vanier overleed in 1891 op 72-jarige leeftijd.